# Генкок (округ, Міссісіпі)
Шаблон:StateAbbr_ 30°23′ пн. ш. 89°28′ зх. д. / 30.39° пн. ш. 89.47° зх. д.
Округ  Генкок (англ. Hancock County) — округ (графство) у штаті Міссісіпі, США. Ідентифікатор округу 28045.

## Історія
Округ утворений 1812 року.

## Демографія
За даними перепису 
2000 року 
загальне населення округу становило 42967 осіб, зокрема міського населення було 26522, а сільського — 16445.
Серед мешканців округу чоловіків було 21299, а жінок — 21668. В окрузі було 16897 домогосподарств, 11822 родин, які мешкали в 21072 будинках.
Середній розмір родини становив 2,99.
Віковий розподіл населення поданий у таблиці:
| Стать    | До 15 років | 15-21 | 22-29 | 30-39 | 40-49 | 50-65 | 65-85 | Понад 85 |
| -------- | ----------- | ----- | ----- | ----- | ----- | ----- | ----- | -------- |
| Чоловіки | 4641        | 1877  | 1854  | 2998  | 3235  | 3891  | 2642  | 161      |
| Жінки    | 4327        | 1813  | 1922  | 3088  | 3373  | 3939  | 2883  | 323      |

## Суміжні округи
- Перл-Рівер — північ
- Гаррісон — схід
- Сент-Бернард, Луїзіана — південь
- Сент-Таммані, Луїзіана — захід

## Виноски
1. ↑  U.S. Decennial Census. United States Census Bureau. Архів оригіналу за 12 травня 2015. Процитовано 4 листопада 2014.
2. ↑  Historical Census Browser. University of Virginia Library. Архів оригіналу за 11 серпня 2012. Процитовано 4 листопада 2014.
3. ↑  Population of Counties by Decennial Census: 1900 to 1990. United States Census Bureau. Архів оригіналу за 28 грудня 2014. Процитовано 4 листопада 2014.
4. ↑  Census 2000 PHC-T-4. Ranking Tables for Counties: 1990 and 2000 (PDF). United States Census Bureau. Архів оригіналу (PDF) за 18 грудня 2014. Процитовано 4 листопада 2014.
5. ↑  State & County QuickFacts. United States Census Bureau. Архів оригіналу за 7 червня 2011. Процитовано 3 вересня 2013.(англ.) Наведено за англійською вікіпедією.
6. ↑  Hancock County, Mississippi. United States Census Bureau. Архів оригіналу за 22 липня 2019. Процитовано 2 листопада 2019.
7. ↑  American FactFinder. Бюро перепису населення США. Архів оригіналу за 21 травня 2008. Процитовано 31 січня 2008.

| США | Це незавершена стаття з географії США. Ви можете допомогти проєкту, виправивши або дописавши її. |